# Dwight Phillips
Dwight Phillips (Decatur, 1 de outubro de 1977) é um atleta campeão olímpico e mundial norte-americano, especialista no salto em distância.
Começou no atletismo como velocista, passando em seguida para o salto triplo quando cursava a Universidade do Kentucky. Quando se transferiu para a Universidade do Arizona, decidiu se dedicar ao salto em distância. Classificado nas eliminatórias americanas para os Jogos Olímpicos, ele  competiu em Sydney 2000, ficando em 8º lugar com um salto de 8,06 m, colocação que repetiu no Campeonato Mundial de Atletismo de 2001.
Phillips se tornou proeminente na modalidade em 2003, quando venceu o Campeonato Mundial de Atletismo em Pista Coberta em Birmingham e o Campeonato Mundial de Atletismo de Paris, os dois por margens mínimas sobre os segundo colocados. Estes resultados fizeram com que logo antes dos Jogos de Atenas 2004, ele estivesse ranqueado como número 1 do mundo pela IAAF. Confirmou sua superioridade em Atenas conquistando a medalha de ouro olímpica, com um salto de 8,59 m, o quarto melhor salto em Olimpíadas na história.
Phillips tornou-se bicampeão mundial em Helsinque 2005 e conquistou mais um bronze no mundial seguinte, em Osaka 2007. Disputando as seletivas americanas para Pequim 2008, porém, ele ficou apenas em quarto lugar, perdendo a oportunidade de defender seu título olímpico. Em junho de 2009, ele conseguiu seu recorde pessoal (8,74 m) durante o Prefontaine Classic, em Eugene, Oregon, derrotando na prova o campeão olímpico de Pequim, Irving Saladino, e conseguindo a melhor marca para o salto em distância desde 1991. Dois meses depois, ganharia sua terceira medalha de ouro em mundiais, em Berlim 2009.
Em Daegu 2011, na Coreia do Sul, ele conquistou mais um medalha de ouro, a quarta, continuando sua série de triunfos mundiais no salto. Após a prova, tirou várias fotografias apontando para seu número de inscrição, 1111, coincidentemente estampando os quatro títulos mundiais que já havia ganho.
No início de 2012, ele sofreu um acidente de automóvel que o deixou com lesões no pescoço e nas costas. Pouco depois, sofreu novo revés, uma lesão no tendão de Aquiles, o que o fez abandonar a preparação para Londres 2012 e se submeter a uma cirurgia de maneira a prolongar sua carreira.